# Convento de Santa María del Socorro
El convento de Santa María del Socorro se encuentra en la calle Socorro del barrio de San Julián de Sevilla, Andalucía, España. 
Fue fundado en el siglo XVI. Hasta 2018 habitaron en él religiosas de la Orden de la Inmaculada Concepción, conocidas como concepcionistas franciscanas.

## Historia
La Orden de la Inmaculada Concepción fue fundada por santa Beatriz de Silva, dama de compañía de Isabel la Católica, en 1489. Las concepcionistas llegaron a tener cuatro conventos en Sevilla. Los otros tres fueron: el de San Miguel, en la calle Trajano; el de las Santas Justa y Rufina, conocido como de las Vírgenes, que dio su nombre a la calle Vírgenes; y el de San Juan de la Palma.
Este convento fue fundado en 1522 por Juana Ayala en unas casas que tenía cerca de la iglesia de San Marcos. Las ordenanzas decían que la comunidad debía ser de origen noble y que no podía rebasar el número de 20 religiosas. El objetivo era la oración y la vida contemplativa en clausura. En 2018 había 5 monjas que, además de llevar vida religiosa, vendían dulces de convento. Ese año las monjas se trasladaron al Monasterio de la Purísima Concepción de Mairena del Aljarafe.
El convento fue declarado Conjunto Histórico de Sevilla (B.O.E: 5/3/83) y Monumento Histórico (B.O.E: 5/3/83), ambos en 1970.

## El edificio
Es un edificio renacentista de la segunda mitad del siglo XVI. La planta de la iglesia es de una nave y está cubierta por un artesonado mudéjar. El ábside tiene bóveda de crucería. El retablo mayor es del siglo XVII. En el centro se encuentra la titular del convento, la Virgen del Socorro esculpida en alabastro. Anteriormente hubo otro retablo de 1610, obra de Montañés, que se encuentra actualmente en la iglesia de la Anunciación.
De gran importancia artística es el zócalo que recorre las paredes de la iglesia fabricado en la Cartuja de Sevilla en 1904, en colores blanco y azul y con temas religiosos. Ha sido considerado como Patrimonio Histórico Artístico.
El convento y la iglesia fueron construidos en el siglo XVI. El artesonado de la iglesia es de 1924.
La zona del convento que da a la calle de Bustos Tavera fue realizada por los arquitectos Espiau y Tascó en 1970. Fue usada como residencia de estudiantes hasta 1996.
El convento cuenta también con un órgano cuyo constructor se cree que fue Antonio Otín Calvete a principios del siglo XIX. Es de transmisión mecánica de un teclado manual con octava corta y una extensión de 45 cuyas tecas van desde el Do1 hasta el Do5. Eventualmente se realizan actos musicales en este convento.